# Humberto Fernandes
Humberto da Silva Fernandes (Lisszabon, 1940. június 14. – Lisszabon, 2009. február 8.) portugál labdarúgó, középhátvéd.

## Pályafutása
1958 és 1970 között a Benfica csapatában szerepelt, ahol hat portugál bajnoki címet és négy kupagyőzelmet ért el. Tagja volt az 1960–61-es idényben BEK-győztes csapatnak. 1962–63-ban és 1967–68-ban BEK-döntős volt az együttessel. 1970–71-ben az Estrela de Portalegre, 1971 és 1973 között a Sport Lisboa e Cartaxo játékosa volt.

## Sikerei, díjai
Benfica
- Portugál bajnokság (Primeira Liga)
  - bajnok (6): 1962–63, 1963–64, 1964–65, 1966–67, 1967–68, 1968–69
- Portugál kupa (Taça de Portugal)
  - győztes (4): 1962, 1964, 1969, 1970
- Bajnokcsapatok Európa-kupája (BEK)
  - győztes: 1960–61
  - döntős (2): 1962–63, 1967–68
- Interkontinentális kupa
  - döntős: 1961, 1962